# 수진동
수진동(壽進洞)은 대한민국 성남시 수정구의 법정동이다.

## 개요
수진동의 동명 유래는 조선의 제4대 국왕인 세종의 일곱째 아들인 평원대군이 사망하자 영장산 남쪽에 장사지내고 그 묘소를 관리하는 수진궁(壽進宮)을 지은 데서 비롯된 것이며 궁말·궁촌·수진궁·수진동·수진리 등으로 불리다가 성남시가 성립하면서 수진동으로 되었다. 조선시대에 광주군 세촌면 수진동 지역이었다가, 1914년 행정구역 폐합에 따라 새우개·새터말·안말·신답·작은능 ·궁말 등의 자연부락을 병합하여 '수진리'라 칭하고 중부면에 편입되었으며, 1971년 경기도 성남출장소 당시 중부면에 속하게 되었고, 1973년 7월 성남시제 실시에 따라 탄리 일부 지역인 지금의 수진1동사무소 앞 '탄리로'의 서편으로 이어지는 지역이 수진동 관할이 되었다.
1976년 10월 11일 수진동은 수진동 내의 '제일로'를 경계로 동 편에 수진1동, 서편으로 수진2동으로 분동 되었으며 그 후 1989년 5월 수정구에 편입되어 오늘에 이르고 있다.

## 법정동
- 수진동

## 교육
- 성남수정초등학교
- 성수초등학교
- 수진중학교
- 풍생중학교
- 풍생고등학교

## 교통

### 지하철
- ● 수도권 전철 8호선
  - 수진역
- ● 수도권 전철 8호선,● 수도권 전철 수인·분당선
  - 모란역
- ● 수도권 전철 수인·분당선
  - 태평역